# مرگ آقای لازارسکو
مرگ آقای لازارسکو (رومانیایی: Moartea domnului Lăzărescu) فیلمی رومانیایی در سبک کمدی سیاه به کارگردانی کریستی پویو است که در سال ۲۰۰۵ منتشر شد.